# Крепь
Крепь — временное искусственное сооружение, возводимое для предотвращения возможности обрушения окружающих горных пород в горных выработках, а также при строительстве шахт, тоннелей и других подземных объектов. Под защитой крепи возводят постоянную обделку из бетона, железобетонных или чугунных тюбингов. Конструкция крепи зависит от площади и формы поперечного сечения горной выработки, величины и характера давления породы, срока службы и других факторов. Как правило, крепь выполняется в виде деревянных или инвентарных облегчённых металлических рам. Наружным очертанием временной крепи считается верхняя граница марчеван.

## Виды крепи

### По материалу
Крепи подразделяют на деревянную, металлическую (из стали, легких сплавов), анкерную, каменную (из естественных и искусственных камней), бетонную, железобетонную (монолитную, из отдельных блоков или элементов), смешанную (комбинированную).
Деревянную крепь в основном применяют в выработках небольшого размера и с небольшим сроком службы.
Разновидностями бетонной крепи являются: торкрет (заполнитель цементного раствора имеет крупность 0—8 мм); набрызг-бетон (заполнитель цементного раствора имеет крупность от 10 мм до 25 мм) и тюбинговая— крепь из составных частей (бетонных или металлических), связанных между собой болтами или другим крепежом.
Анкерная крепь использует породу слоёв за краем выработки для удержания породы по контуру выработки, поэтому её применение позволяет сократить металлоёмкость крепления при повышении темпов проходки; однако возможно только при проходке тоннелей в скальных и полускальных породах, устойчивых и средней устойчивости; в более слабых породах анкерную крепь применяют совместно с набрызг-бетонной или металлической арочной крепью.

### По форме сечения выработки
Различают трапециевидную, арочную (замкнутую и незамкнутую), кольцевую, эллиптическую, полигональную.
Это, как правило, рамная крепь, состоящая из отдельных крепёжных рам, устанавливаемых в выработке на некотором расстоянии одна от другой. Кровля и бока выработки в промежутках между рамами закрепляются затяжками. От продольного смещения рамы удерживаются рошпанами, представляющими собой поперечину, соединяющую соседние рамы. Это придаёт конструкции жёсткость и стабильность.

### По характеру работы
В зависимости от способа соединения элементов крепи подразделяются на жёсткие, шарнирные, податливые и комбинированные.
Податливые крепи выполняются из спецпрофиля (например, СВП-профиля) и способны сокращать поперечное сечение выработки под действием горного давления без нарушения работоспособности конструкции. Податливость достигается за счёт скольжения элементов крепи в местах их соединения. Установка такой крепи выполняется обычно вручную. Использование специальной техники в настоящее время позволяет лишь ненамного повысить производительность труда, что не оправдывает стоимость устройства такой крепи.

### По роду выработок
Подразделяются на крепь капитальных, подготовительных, нарезных и очистных, горизонтальных, наклонных и вертикальных выработок.
Крепи стальные инвентарные также используются для прокладки и ремонта инженерных коммуникаций открытым способом.